# A. R. Penck

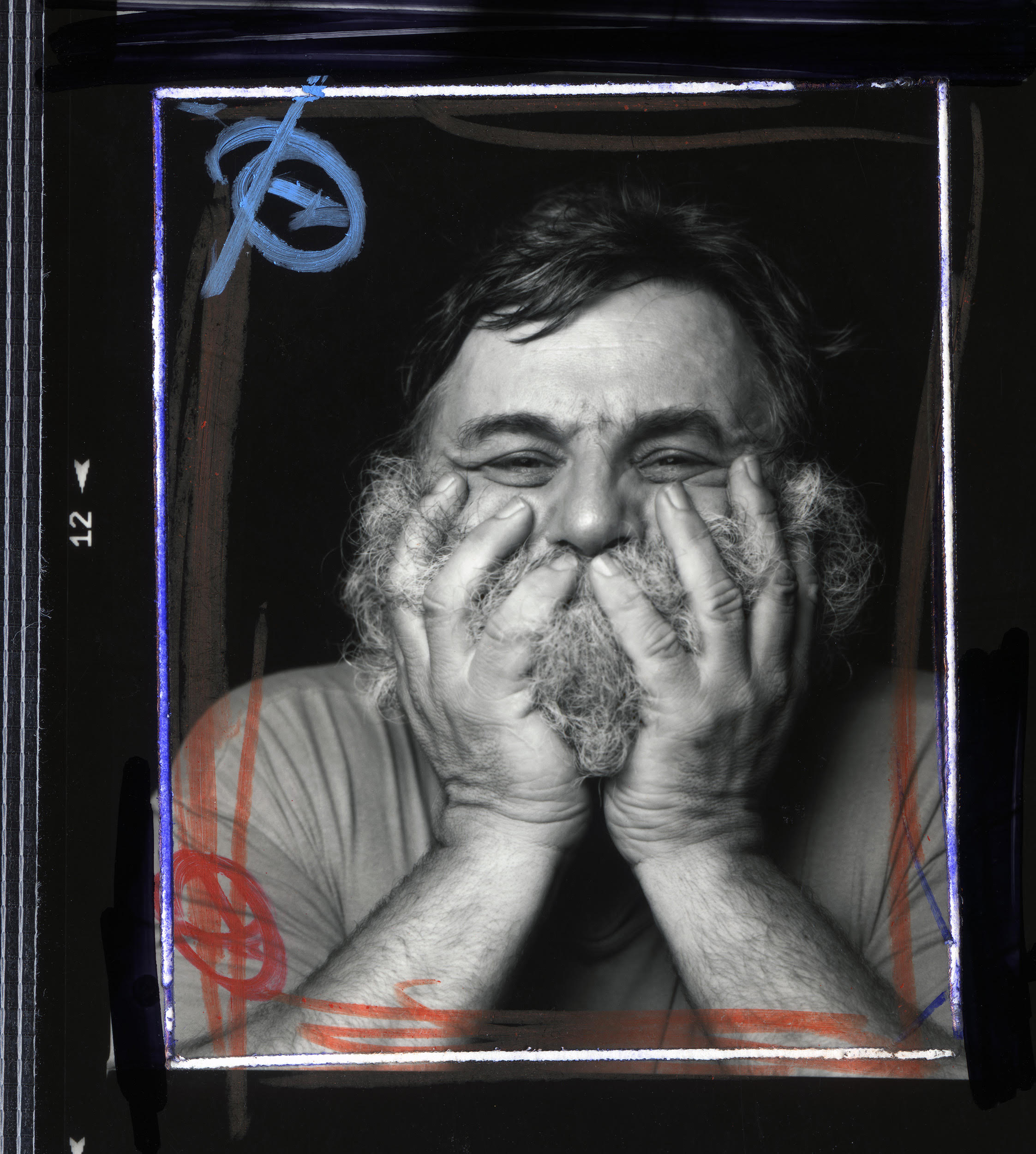
A. R. Penck porträtiert von Oliver Mark, Nürnberg 1994

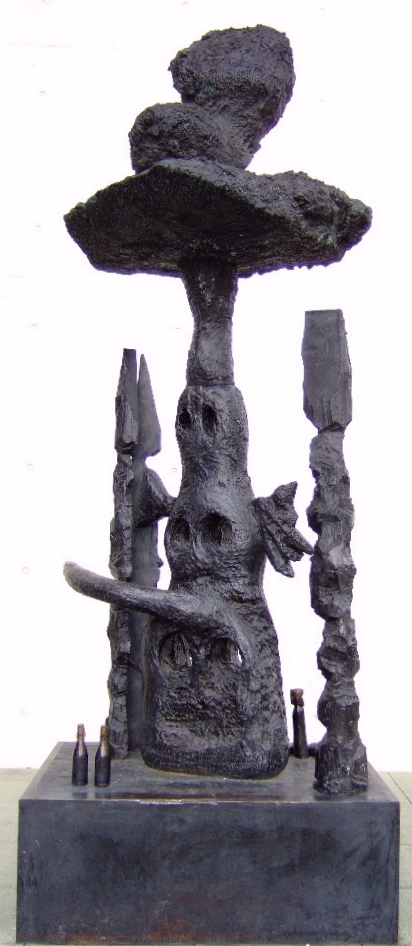
Future of the soldiers (1995) – Bronzeplastik von A. R. Penck vor dem Kunstmuseum Bonn (2011 entfernt)

A. R. Penck (eigentlich Ralf Winkler, * 5. Oktober 1939 in Dresden; † 2. Mai 2017 in Zürich) war ein deutscher Maler, Grafiker, Bildhauer und Jazzmusiker.

## Leben
A. R. Penck nahm von 1953 bis 1954 Mal- und Zeichenunterricht bei Jürgen Böttcher (Künstlername Strawalde) und wurde Mitglied der Künstlergruppe Erste Phalanx Nedserd. Diese strebte künstlerisches Arbeiten ohne Kompromisse an, weshalb ihre Mitglieder keine Studienplätze an einer Akademie erhielten. Ab 1956 bewarb er sich viermal erfolglos an der Hochschule für Bildende Künste Dresden und an der Hochschule für Bildende und Angewandte Künste Berlin (Ost). Auch die Mitgliedschaft im Verband Bildender Künstler der DDR (VBK) blieb ihm und den anderen Künstlern der Gruppe verwehrt. Sie mussten sich daher ihren Lebensunterhalt als Arbeiter oder Handwerker verdienen. 1955 begann Penck eine Lehre als Zeichner bei der DEWAG, die er 1956 abbrach. Danach arbeitete er als Heizer, Nachtwächter, Briefträger und Kleindarsteller unter anderem im Film Jahrgang 45 von Jürgen Böttcher, der ihn bereits 1961 in seinen verbotenen Kurzdokumentarfilm Drei von vielen aufgenommen hatte.
Im Jahr 1966 wurde er als A. R. Penck Kandidat des VBK. Das Pseudonym, unter dem er nun bekannt wurde, hatte er nach dem Geologen und Eiszeitforscher Albrecht Penck gewählt; weitere spätere Pseudonyme waren Tancred Mitschel, Mike Hammer, Theodor Marx und Mickey Spilane. Im Jahr 1969 lehnte der VBK seine Aufnahme ab. Zugleich bekam er zunehmend Probleme mit dem Ministerium für Staatssicherheit der DDR: Pencks Bilder wurden beschlagnahmt.
Im Mai 1971 gründete er gemeinsam mit Steffen Terk, Wolfgang Opitz und Harald Gallasch die Künstlergruppe Lücke, die bis 1976 bestand. Ab 1973 arbeitete er unter dem Pseudonym Mike Hammer und T.M. (oder TM). Nach seinem Militärdienst 1974, vor allem aber nach der Verleihung des Will-Grohmann-Preises 1975 durch die Akademie der Künste in West-Berlin nahmen die Kontrollen durch die Staatssicherheit zu. 1976 begegnete Penck dem westdeutschen Malerkollegen Jörg Immendorff, mit dem er in den folgenden Jahren zusammenarbeitete. In ihren Arbeiten setzten sie sich sowohl für die Abschaffung der deutsch-deutschen Grenze als auch für Dissidenten ein, unter ihnen Rudolf Bahro und Robert Havemann. Ab 1977 beschlagnahmte der Zoll die Gemälde Pencks – der ab 1976 auch mit Y signierte.
Im Mai 1979 wurden bei einem Einbruch in das Atelier Pencks verschiedene Arbeiten und Aufzeichnungen vernichtet. Am 3. August 1980 wurde er ausgebürgert und siedelte in den Westen über. Er lebte und arbeitete zunächst im Schloss Loersfeld in Kerpen bei Köln. 1981 verlieh ihm die Goethe-Stiftung in Basel den Rembrandt-Preis. 1983 zog Penck nach London um und bekam 1985 den Kunstpreis Aachen verliehen. 1984 war er auf der Ausstellung Von hier aus – Zwei Monate neue deutsche Kunst in Düsseldorf vertreten. 1988 nahm er teil an der Ausstellung Made in Cologne, im selben Jahr wurde er als Professor für Malerei an die Kunstakademie Düsseldorf berufen. Seine Schülerinnen und Schüler waren unter anderem Antje Dorn, Susanne Themlitz, Joanna Danovska, Yoshimoto Nara, Marta Klonowska, Gesine Kikol und Andrea C. Hoffer. Nach seiner Emeritierung im Jahr 2003 lebte und arbeitete Penck in Dublin, Irland.

## Werk
Der Autodidakt schuf „Welten“ und „Erlebnisräume“, angefüllt mit symbolhaften Kürzeln. In seinen Bildern bediente er sich Strichmännchen und grafischer Bildzeichen, die an Höhlenmalerei, asiatische Kalligrafie und Graffiti erinnern. In den 1970er Jahren entstanden so seine Standart-Bilder. Unter diesem Begriff verstand Penck eine Kunstrichtung, die so einfache, archaische Bildzeichen verwendet, dass jeder Betrachter die entstehenden Bilder zu durchdringen vermag – wie etwa Verkehrsschilder oder Warenzeichen. 1995 wurde in Dresden auf dem Dach des Penck-Hotel seine 2,5 Tonnen schwere Bronzeplastik Standart T (x) aufgestellt, die 6,4 Meter hoch ist.
Penck war Teilnehmer der Documenta 5 in Kassel im Jahr 1972 in der Abteilung Individuelle Mythologien und auch auf der Documenta 7 (1982) und der Documenta IX im Jahr 1992 als Künstler vertreten. Für die Documenta 6 (1977) waren Bilder von ihm vorgesehen, deren Ausstellung durch Einwirken eines Inoffiziellen Mitarbeiters der Staatssicherheit der DDR auf einen hessischen Parlamentarier verhindert wurde.
Penck wurde in den 1980er Jahren zu den „Neuen Wilden“ gezählt. In dieser Zeit trat er auch als Schlagzeuger bzw. Keyboarder in der Gruppe Triple Trip Touch (aka T.T.T. oder TTT) auf, die er gemeinsam mit Frank Wollny gegründet hatte – häufige gemeinsame Auftritte mit Frank Wright, Frank Lowe, Jeanne Lee, Alan Silva, Peter Kowald, Helge Leiberg, Clarence Sharpe oder Louis Moholo folgten.
Für das französische Weingut Château Siran, eines der neun Weingüter der Klassifizierung Crus Bourgeois Exceptionnels, gestaltete er das Etikett für den Weinjahrgang 1989, das Jahr, in dem die Berliner Mauer fiel. 1991 gestaltete er für BMW einen BMW Z1 als BMW Art Car.
Am 12. November 2005 wurde die Skulptur Die himmlischen Stürzer (ein fünfteiliges Marmor-Ensemble), die Penck in Zusammenarbeit mit Frank Breidenbruch erschaffen hatte und deren Wert vermutlich mehrere hunderttausend Euro betrug, durch die Geisterfahrt eines fahrerlosen Baggers beschädigt. Die Skulptur war am 13. November 1996 in Wuppertal eingeweiht worden.
Penck war nie allein auf Malerei fixiert. Er verfasste Gedichte, Essays und theoretische Texte. Auch als Jazzmusiker (Gesang, Schlagzeug, Kontrabass, Gitarre, Flöte und Klavier) trat er auf und veröffentlichte Tonträger, die er mit eigenen Covermotiven versah.

## Einzel- und Gruppenausstellungen (Auswahl)
- 1968: Deutsche Avantgarde 3: A.R. Penck, Bilder, Galerie Hake, Köln.
- 1968: A.R. Penck: Erstes Training mit Standart, Galerie Michael Werner, Köln.
- 1971: Zeichen als Verständigung A.R. Penck, Kunstmuseen Krefeld, Krefeld.
- 1977: Documenta 6, Museum Fridericianum, Kassel.
- 1981: A.R. Penck, Kunstmuseum Basel, Basel.
- 1982: Documenta 7, Museum Fridericianum, Kassel
- 1984: Biennale von Venedig, Venedig
- 1988: A.R. Penck, Nationalgalerie, Berlin

## Arbeiten in öffentlichen Sammlungen
Auswahl

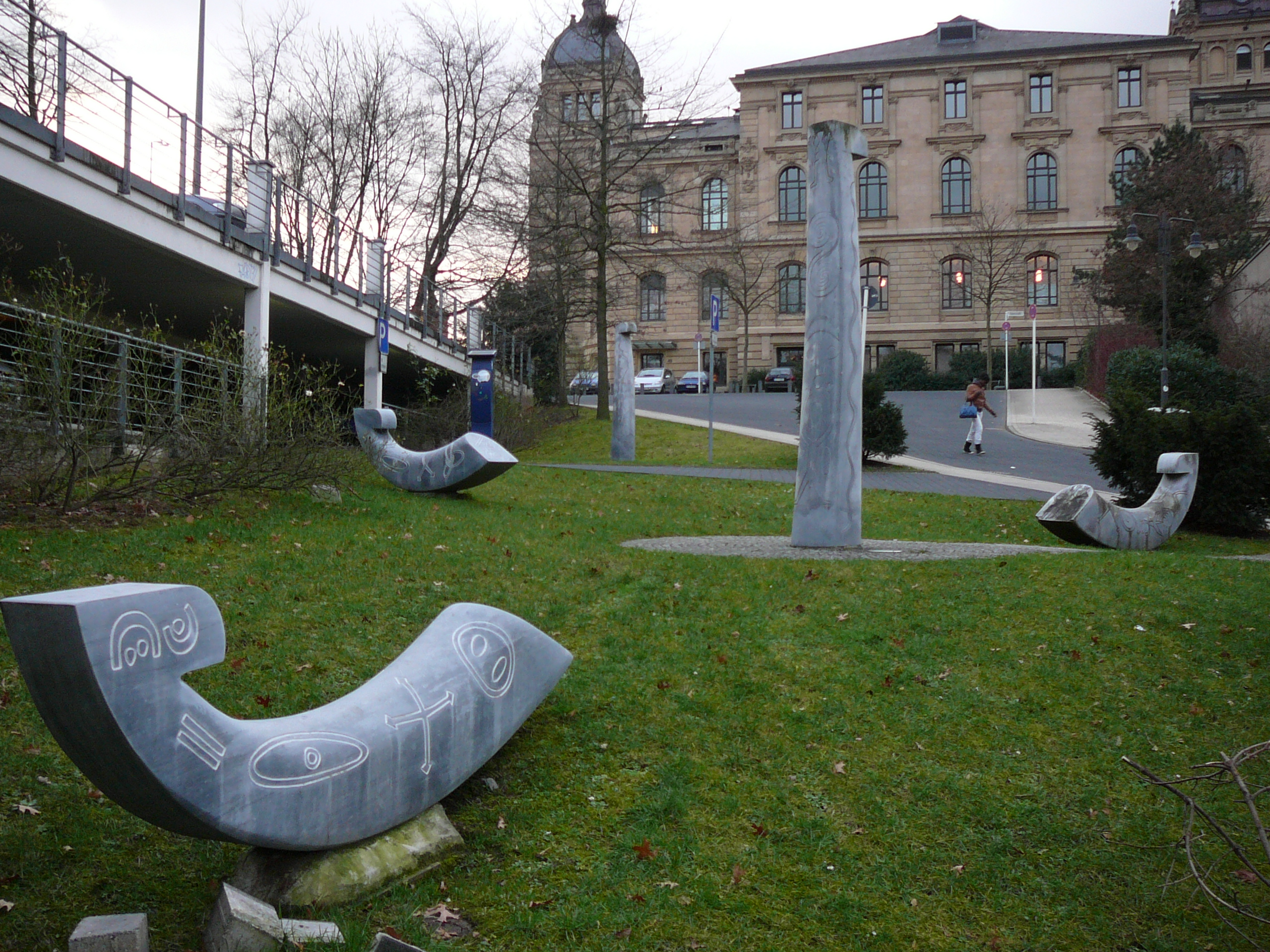
A. R. Penck: Die himmlischen Stürzer in Wuppertal

- Städelsches Kunstinstitut, Frankfurt am Main: Ohne Titel, 1964, Dispersion auf Tuch, 148,0 × 139,0 cm, Inv. Nr. SG 1270; Grund, 1975–1976, Aquarell, 73 × 102 cm, Invent. Nr. SG 3374 Z.[11]
- Museum of modern Art (MoMa), New York: Ohne Titel, 1967, Aquarell auf Papier, 17,9 × 25 cm, Inv. Nr. 453.1986.4 (sowie weitere ca. 100 Grafiken und Unikate).[12]
- Museum für Moderne Kunst (MMK), Frankfurt am Main: Stern, 1995, Skulptur, gefärbter Gips, 15,3 × 17 × 16,8 cm, Exemplar-Nummer 40/120, Inv. Nr. 1995/195[13]
- Kunstpalais Erlangen, Erlangen: UrEndStandart, 1972, Mappe mit 15 Siebdrucken, jeweils 70 × 70 cm, Exemplar-Nummer: 41/75 , Inv. Nr. 1001108.1–15[14]
- Pinakothek der Moderne, München: N. Komplex, 1976, Öl auf Leinwand, 280 × 280 cm, Inv. Nr. 14633 (sowie zehn weitere Arbeiten).[15]